# Nábytek

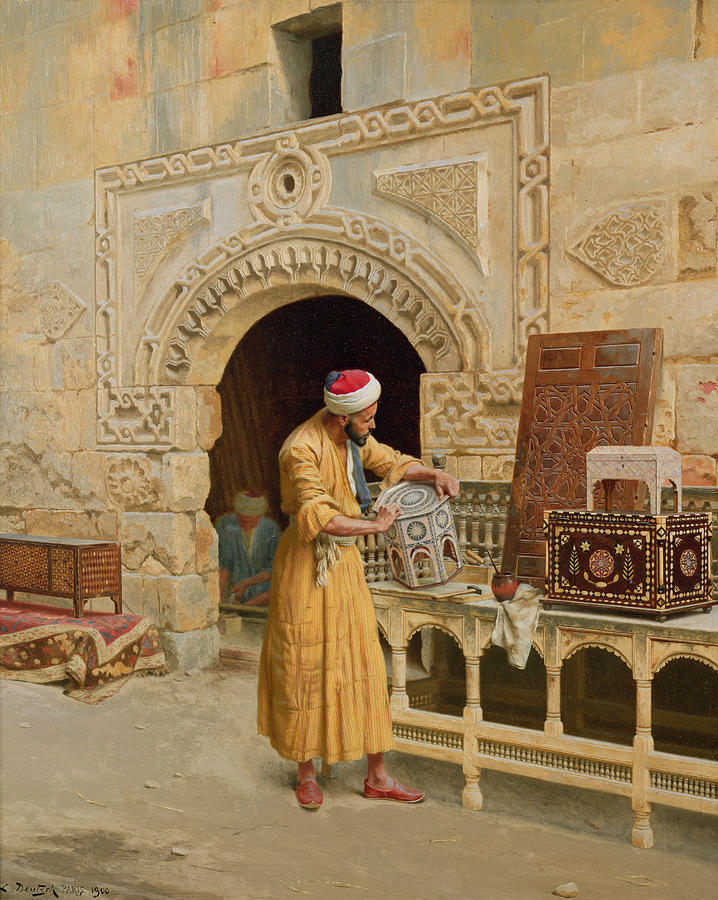
Tvůrce nábytku, Ludwig Deutsch

Nábytek neboli mobiliář je mobilní vybavení lidského obydlí, obytných, technických, hospodářských, pracovních, rituálních či rekreačních objektů nebo jejich vnějšího příslušenství (zahrad, pláží), ale také dopravních prostředků, technických a hospodářských prostor. Může mít funkci relaxace, užitkovou, či jako prostředek práce.

## Historie
První primitivní, ale funkci plnící nábytek se vyskytoval s prvními lidskými sídly již v pravěku. Zpočátku byl používán v jeskyních u ohnišť a byl vyroben podobně jako samotné obydlí, a to z posbíraného nebo pazourky opracovaného dřeva, kamenů nebo kostí. Příkladem může být kamenný dům Skara Brae na Orknejských ostrovech, kde se dochoval i původní kamenný nábytek. Běžně však lidé v paleolitu používali k výrobě dřevo, především větve. Díky tomu, že vytvořili různé nástroje (sekyry, nože, pily, dřevěné paličky, škrabadla – předchůdce hoblíku, šídla, jehly) a objevili první stroj na opracování dřeva (smyčcový svidřík, kterým se běžně rozdělával oheň), mohli vyrábět nábytek z dílců spojených čepem nebo oplétaným spojem (koženými řemínky, liánami). Tím vznikly různé lehátka proplétané proutím nebo trávou, stoličky, stoly, police ap.

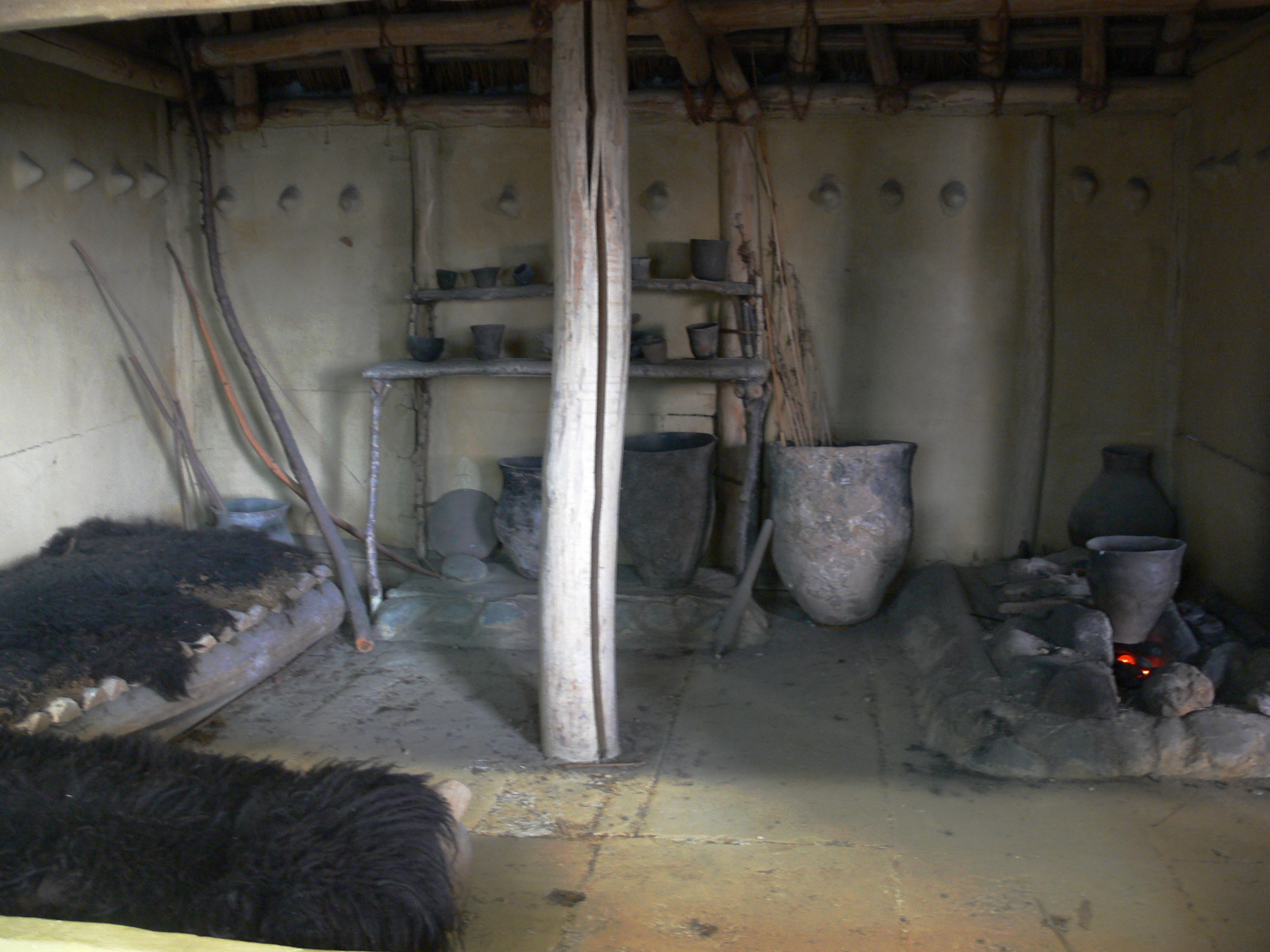
Rekonstrukce obydlí z doby bronzové, Schaffhausen, Museum zu Allerheiligen
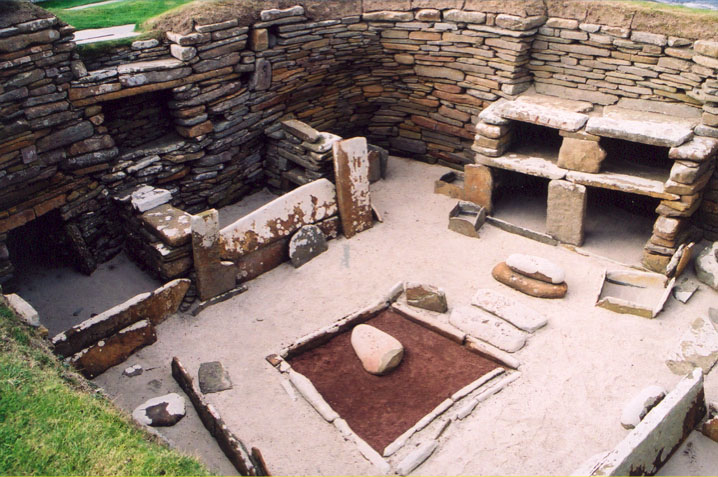
Místnost ve Skara Brae s viditelnou kamennou policí
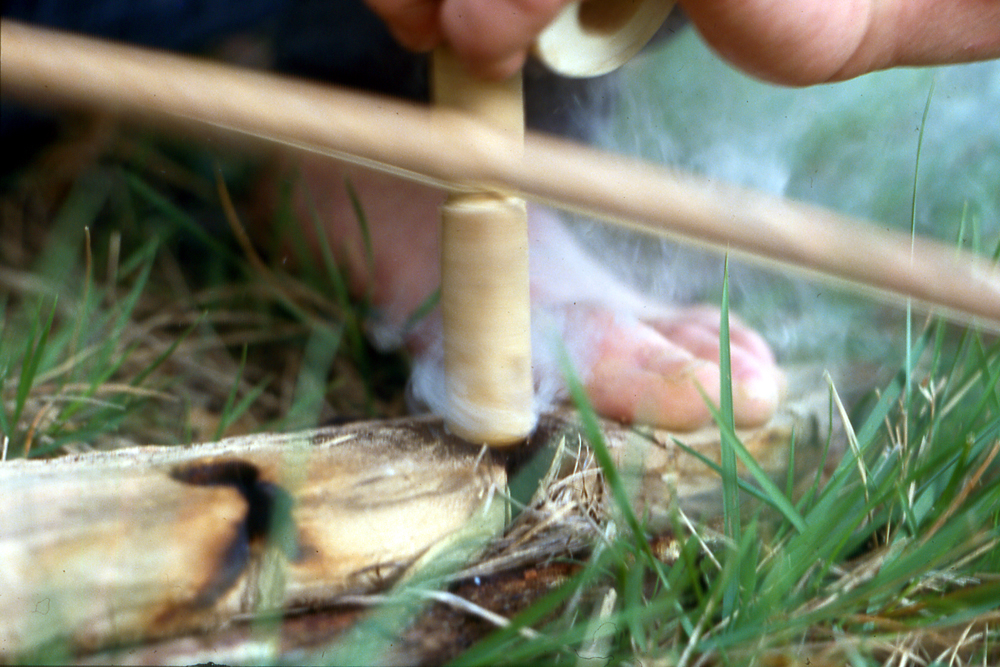
Rozdělávání ohně svidříkem, stejný způsob jako vrtání díry pro čep

## Rozdělení
Nábytek dělíme podle několika kritérií: 
- využití (účel, funkce, konstrukce): interiérový/exteriérový; solitér/souprava; jednotka/série; skládací/stabilní; mobilní/vestavěný; domácí/pracovní/cestovní; relaxační/tělocvičný; víceúčelový (polyfunkční)
- materiály: dřevo, kovy, sklo, plasty, textilie, keramika, cihly, beton, papír
- stáří a vzhled: sloh, styl, design

### Využití
obývací:
- sedací: židle, křeslo, sedačka, stolička, míč, lavice, pohovka, gauč, nosítka, vana, bidet, posed
- lehací: lehátko, postel, palanda, lavice, pohovka, vana
- klekací: klekátko, chrámová lavice, stalla, zpovědnice
- stojací: kazatelna, sprchová vanička, žebřík
- houpací: křeslo, houpačka, kolébka, kůň
- jídelní, psací, pracovní, hrací: stůl

úložný:
- stabilní: skříně, skříňky, police, kredence, noční stolky, trezory, věšáky
- mobilní: truhly, skříňky, kufry

dekorační:
- reprezentační - reprezentuje společenské či hospodářské postavení majitele
- výstavní - má funkci estetickou a/nebo obchodní, někdy úložnou, jindy sedací

dělicí zástěna, paravan, chórová přepážka
víceúčelové předměty s možnou funkcí nábytku: bedna, kufr, žebřík, klavír, elektrospotřebič, vana, kamna, pec, hračka

Nábytkové soustavy, soubory a jednotky zvláštního určení
- pro ubytovací, stravovací a společenská zařízení
- pro školy a školky
- pro kanceláře (administrativu, obchod)
- pro továrny a dílny
- pro zdravotnická zařízení, laboratoře, koupelny, sportovní stadiony a fitcentra
- pro chrámy, modlitebny, synagogy
- pro ostatní zařízení se zvláštním určením

## Nábytkové slohy a období
| 1030–1250  | Románský sloh                          | Románský sloh                          | Románský sloh                          | Románský sloh                          |                |                |                |                |
| 1220–1520  | Gotika                                 | Gotika                                 | Gotika                                 | Gotika                                 |                |                |                |                |
| 1520–1650  | Renesance                              | Renesance                              | Renesance                              | Renesance                              |                |                |                |                |
| 1620–1810  | Baroko                                 | Baroko                                 | Baroko                                 | Baroko                                 |                |                |                |                |
| 1620–1810  | Pozdní baroko                          | Klasicismus                            | Rokoko                                 | Luiséz                                 | Lidový nábytek |                |                |                |
| 1800–1820  | Neoklasicismus a Empír                 | Neoklasicismus a Empír                 | Romantismus                            | Romantismus                            |                |                |                |                |
| 1815–1850  | Biedermeier                            | Biedermeier                            | Biedermeier                            | Biedermeier                            | Lidový nábytek | Lidový nábytek | Lidový nábytek | Lidový nábytek |
| 1840–1910  | Historismus                            | Historismus                            | Historismus                            | Historismus                            |                |                |                |                |
| Novogotika | Novobaroko                             | Druhé rokoko                           | Novorenesance                          | Eklekticismus                          |                |                |                |                |
| 1895–1920  | Secese \| Kubismus \| Konstruktivismus | Secese \| Kubismus \| Konstruktivismus | Secese \| Kubismus \| Konstruktivismus | Secese \| Kubismus \| Konstruktivismus |                |                |                |                |
| 1920–2020  | slohy 20.– 21. století                 | slohy 20.– 21. století                 | slohy 20.– 21. století                 | slohy 20.– 21. století                 |                |                |                |                |
| 1920–2020  | Art Deco                               | Tradicionalismus                       | Funkcionalismus                        | Bruselský styl                         |                |                |                |                |
| 1920–2020  | postmoderna a další                    |                                        |                                        |                                        |                |                |                |                |

## Galerie
Galerie různých druhů nábytku:

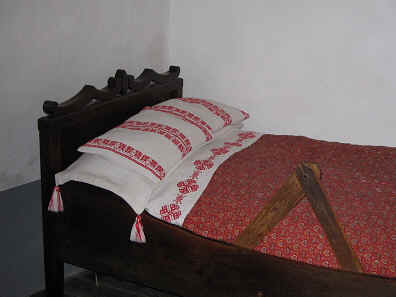
Lidový nábytek – postel
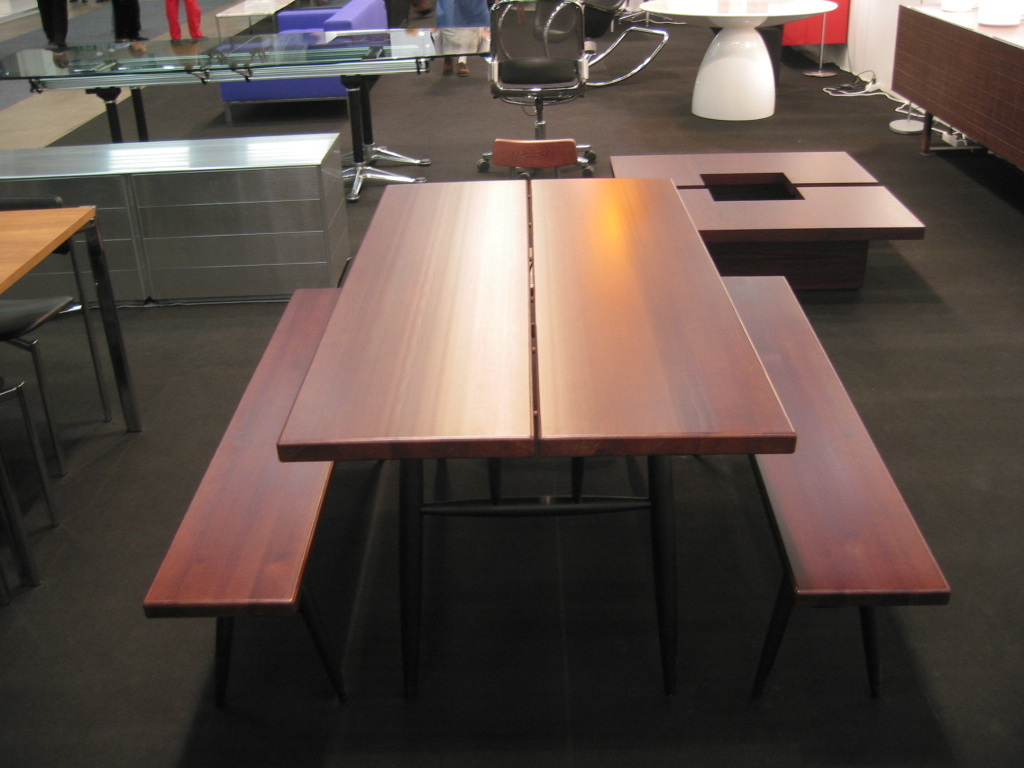
Zahradní lavice se stolem
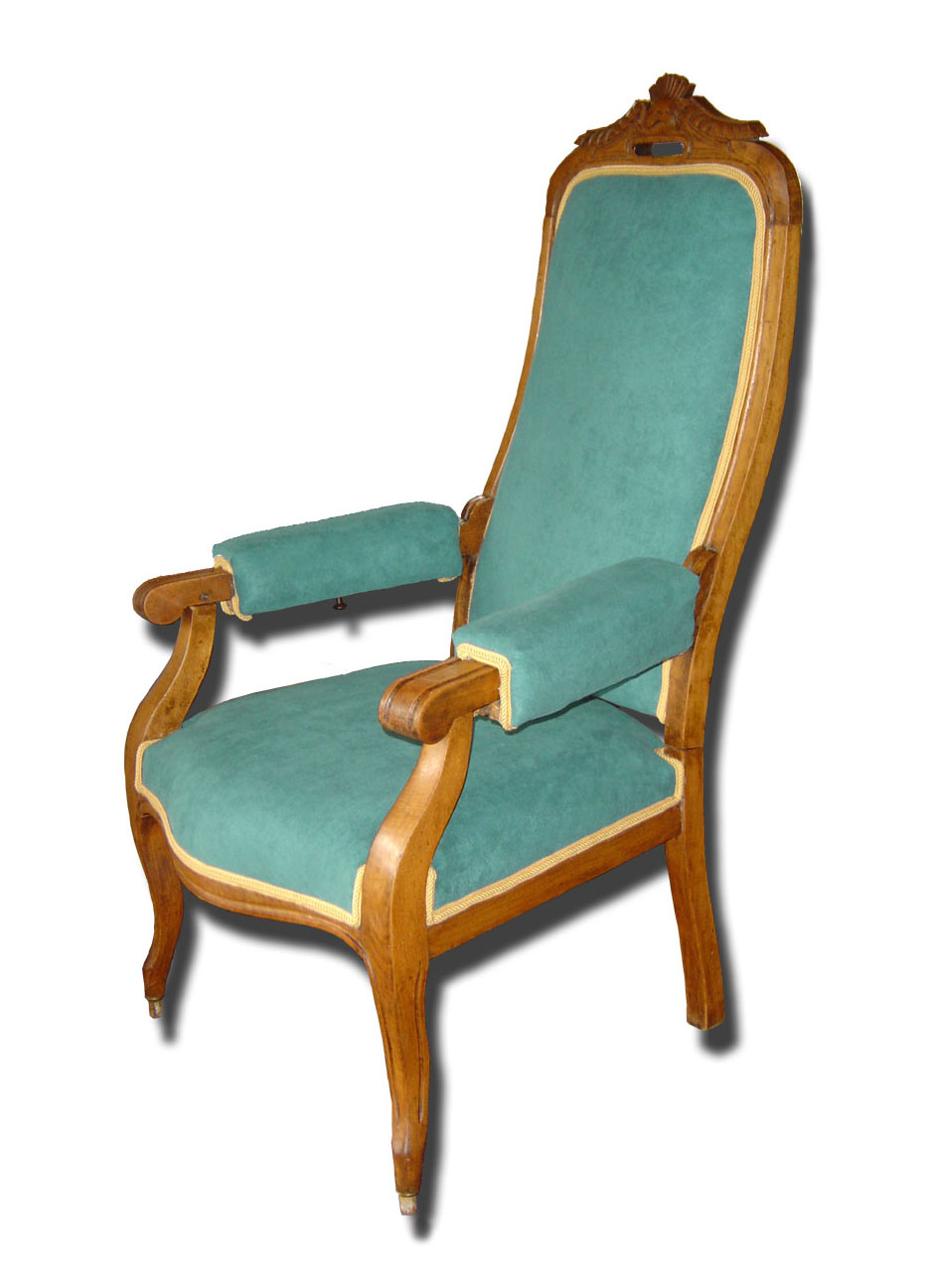
Odpočivné křesílko
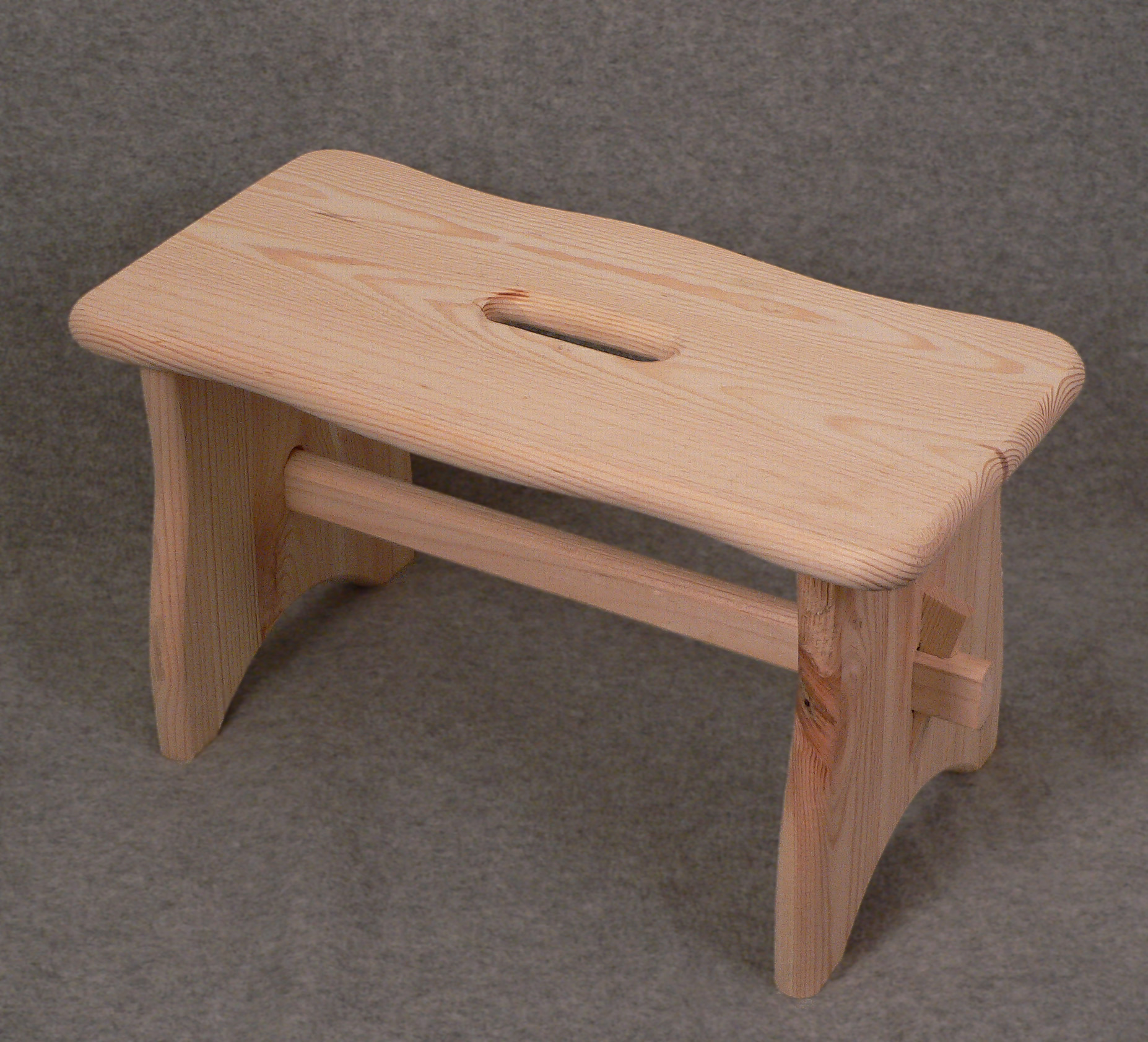
stolička
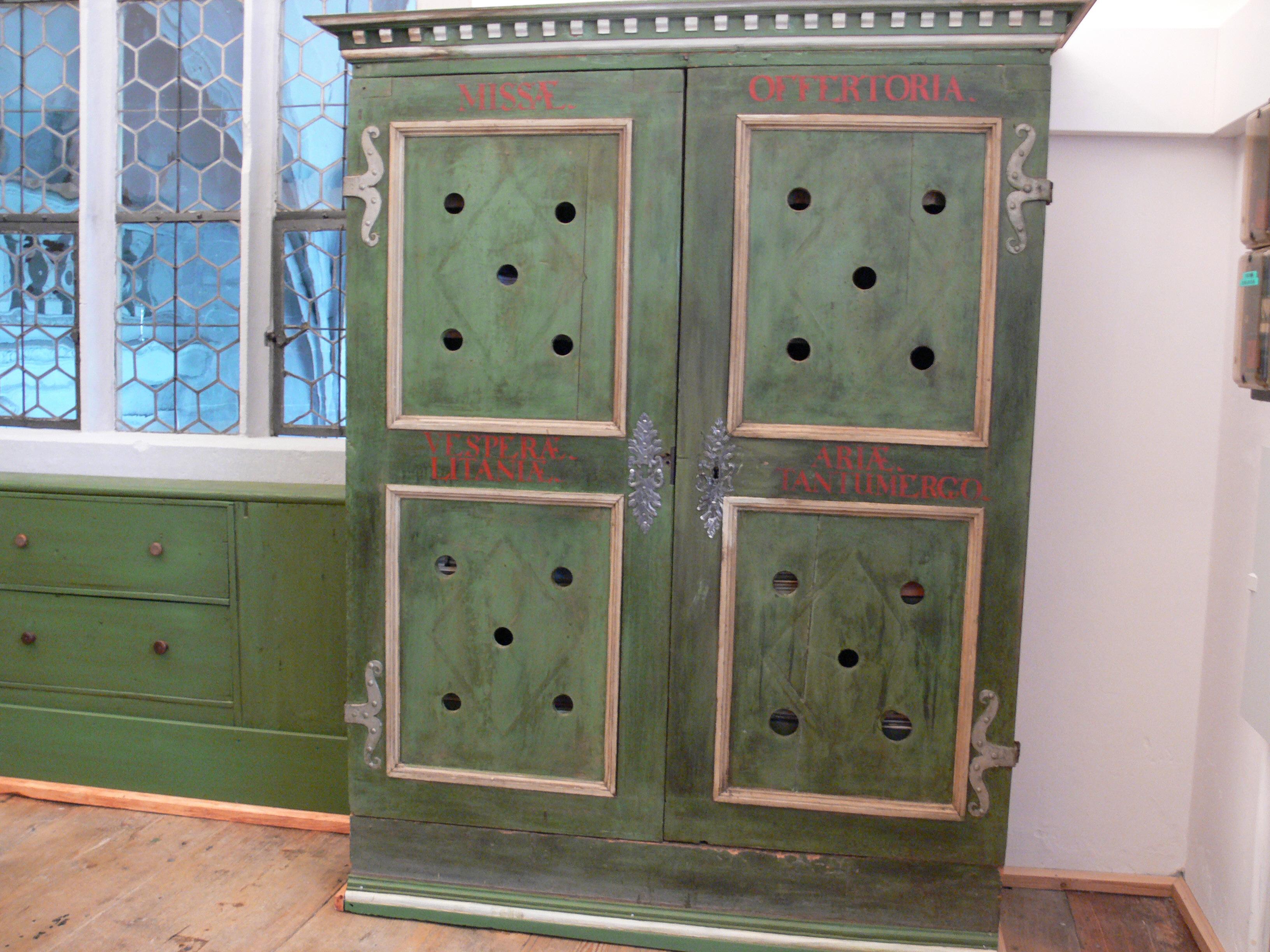
Lidový nábytek -skříň
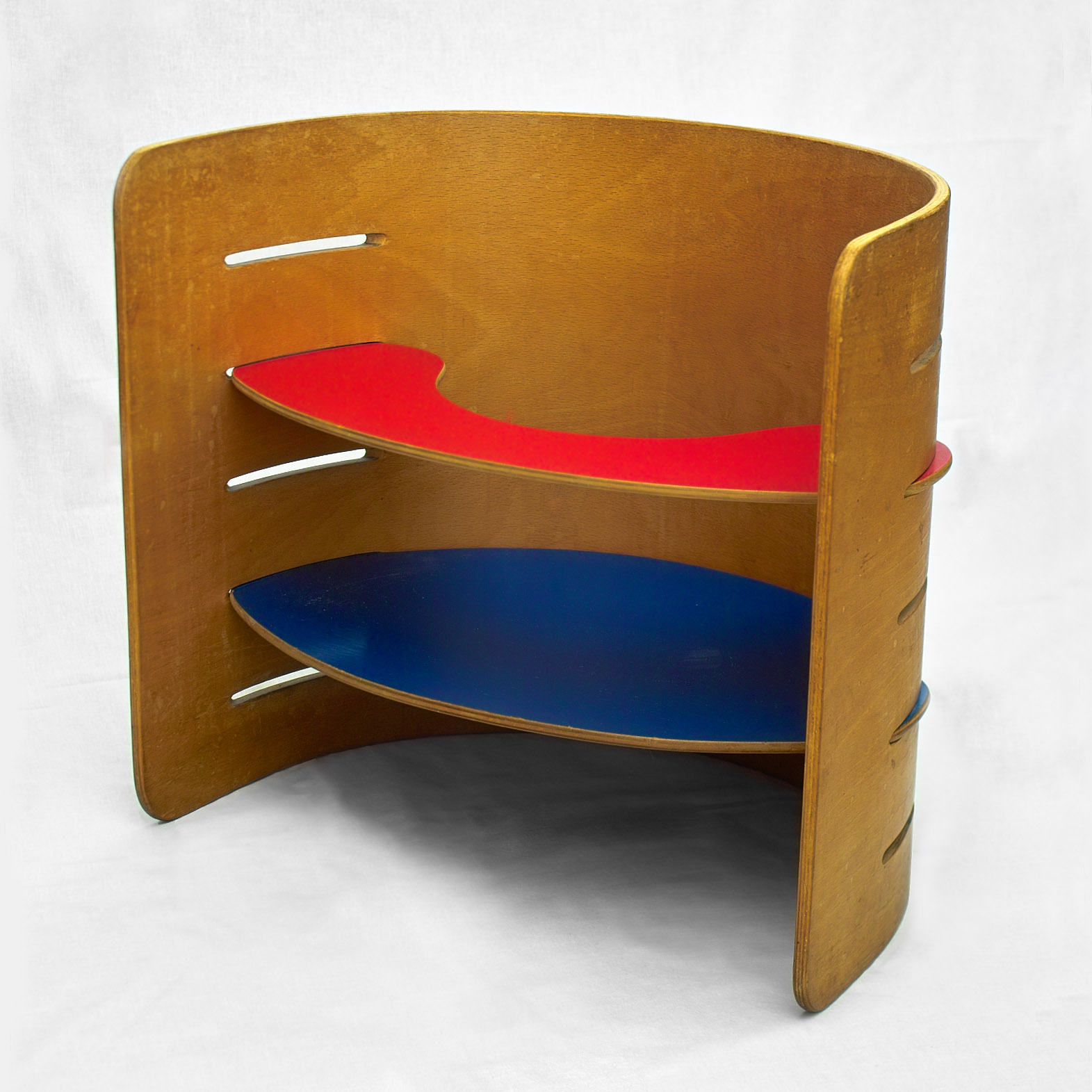
Designový dětský nábytek
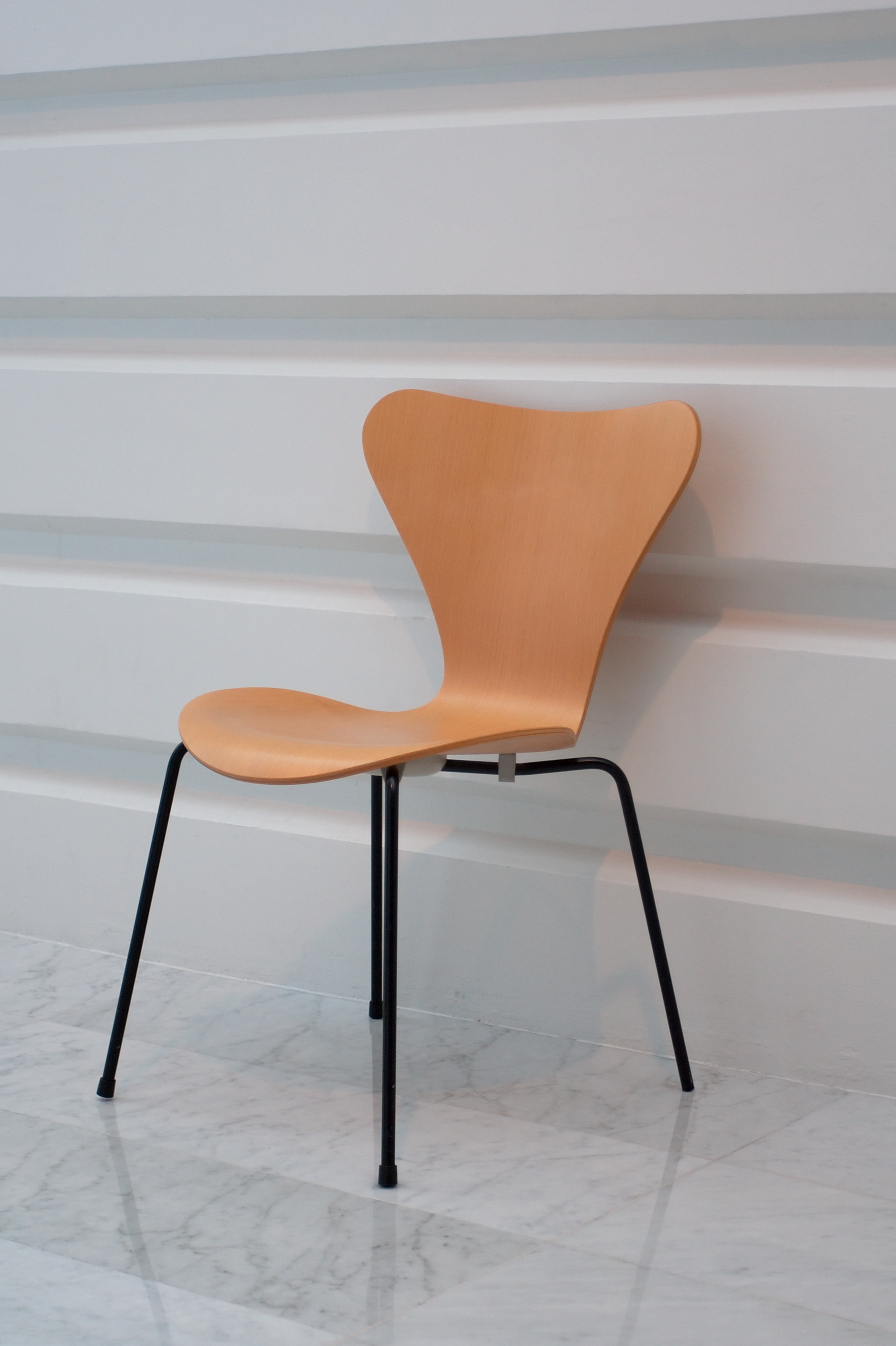
Židle od Arneho Jacobsena
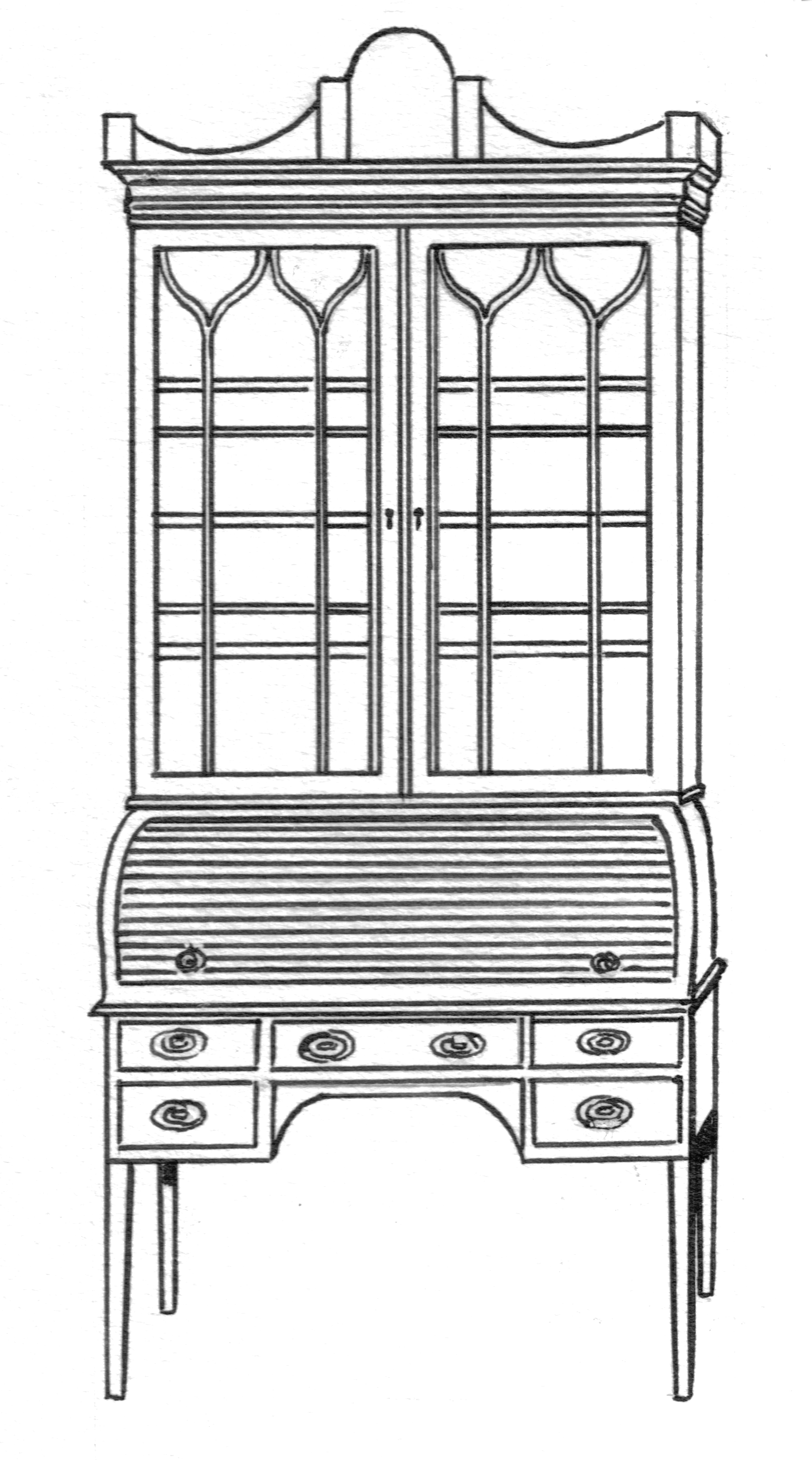
Nákres sekretáře